# Linda macilenta
Linda macilenta là một loài bọ cánh cứng trong họ Cerambycidae.